# Frederik de Wit
Frederik de Wit (Gouda, 1629./1630. − Amsterdam, 1706.), nizozemski izdavač, graver i kartograf koji je živio i djelovao u Amsterdamu tijekom 17. stoljeća.
Godine 1648. osnovao je vlastitu izdavačku kuću koja je bila poznata po izdavanju kvalitetnih atlasa, uglavnom temeljenih na starijim radovima J. Blaeua i J. Janssoniusa koje je de Wit pribavio na aukcijama. Najpoznatiji je po „Novom zemljovidu svijeta” (lat. Nova Orbis Tabula) koji je tiskan 1670. godine. Većinu opusa sastavljao je s istoimenim sinom (1630. – 1706.), a nakon njihove smrti de Witove atlase nastavili su izdavati kartografi Pieter Mortier i Johannes Covens, odnosno kuća Covens & Mortier.

## Poveznice
- Povijest kartografije